# P21 (eiwit)
P21 (cycline-afhankelijke kinase inhibitor 1 of CDK-afhankelijke proteine 1) is een eiwit dat gecodeerd wordt door het CDKN1A-gen op chromosoom 6. Dit eiwit heeft een belangrijke regulerende functie in de celcyclus.